# Мечеть султана Омара Алі Сайфуддіна
Мечеть султана Омара Алі Сайфуддіна (малай. Masjid Omar Ali Saifuddien, Jawi: مسجد عمر علي سيف الدين) — королівська мечеть у Бандар-Сері-Бегаван, столиці Бруней-Даруссаламу. Мечеть вважається однією з найкрасивіших мечетей в Азіатсько-Тихоокеанському регіоні і головною пам'яткою Брунею.
Вона названа на честь 28-го султана Брунею, Омара Алі Сайфуддіна III, який ініціював її будівництво. Мечеть мала служити символом ісламської віри в Брунеї. Після закінчення будівництва в 1958 році її зовнішній вигляд і стиль став прикладом сучасної ісламської архітектури.
Мечеть поєднує архітектуру Моголів та малайський стиль. Авторство проекту приписується Рудольфу Ноллі, скульптору із Сінгапура та підряднику декоративних виробів з каменю, але є припущення, що вперше дизайн був запропонований Його Величністю в 1952 році, а архітектурна фірма Booty and Edwards, що базується в Куала-Лумпурі, реалізували його проект.
Побудована мечеть в штучній лагуні на березі річки Бруней у Кампонг-Аєрі ("село на воді"). Мечеть має мармурові мінарети та золоті куполи, внутрішній дворик і велику кількість дерев та садів. Через лагуну простягається міст, який об'єднує півострівець мечеті з Кампонг-Аєр. Ще один мармуровий міст веде до копії баржі Маїлігаї XVI століття султана Болкіах. Баржа була добудована в 1967 році на честь 1400-ї річниці Нузул Аль-Корану (запис всіх священних ісламських текстів в Коран) і використовувалася для проведення змагань з читання Корану.
Головний купол мечеті вкритий чистим золотом. У висоту мечеть становить 52 м (171 фут), завдяки чому по ній можна орієнтуватися в Бандар-Сері-Бегаван. Головний мінарет — найунікальніша частина мечеті, адже одночасно поєднує в собі ренесансний та італійський архітектурні стилі. У мінареті є ліфт, що дає можливість відвідувачу дістатися на вершину і насолодитися панорамним видом на місто.
Інтер’єр мечеті виконаний у білосніжному мрамурі та каштановому граніті з такими елементами, як вітражі, арки, напівкуполи та мармурові колони. Майже весь матеріал, використаний при будівництві, був імпортований з-за кордону: мармур з Італії, граніт з Шанхаю, кришталеві люстри з Англії та килими з Саудівської Аравії.